# Petroc Baladrddellt
Petroc Baladrddellt, cioè Petroc Lancia scheggiata (Pedrog in gallese, Petrocius in latino e Petrock in inglese; attorno 600), è stato sovrano della Dumnonia, è ricordato nelle Triadi dell'isola di Britannia come uno dei tre cavalieri del regno.
Compare nel mondo arturiano e la leggenda dice che fu uno dei pochi sopravvissuti alla battaglia di Camlann (sebbene sarebbe vissuto un po' dopo). 
Secondo le Genealogie dei santi, Petroc fu un uomo santo. Tuttavia, se è davvero esistito, è stato confuso con san Petroc di Bodmin, patrono della Cornovaglia. Petroc Baladrddellt sarebbe morto a Y Ferwig, nel Ceredigion. 
Generalmente è considerato una figura leggendaria.